# Fontenay (Manche)
Pour les articles homonymes, voir Fontenay.
Fontenay est une ancienne commune française du département de la Manche et la région Normandie, devenue le 1er janvier 2016 une commune déléguée au sein de la commune nouvelle de Romagny Fontenay.
Elle est peuplée de 306 habitants.

## Géographie
| La Bazoge                                                                      | La Bazoge                           | Romagny (comm. nouv. de Romagny-Fontenay) |
| Chèvreville (comm. nouv. de Grandparigny)                                      | Fontenay                            | Romagny (comm. nouv. de Romagny-Fontenay) |
| Chèvreville (comm. nouv. de Grandparigny), Milly (comm. nouv. de Grandparigny) | Milly (comm. nouv. de Grandparigny) | Romagny (comm. nouv. de Romagny-Fontenay) |

## Toponymie
Le nom de la localité est attesté sous la forme Fonteneium sans date.
Ce toponyme repose sur le latin fontana « source », suivi du suffixe latin -etu qui évoque la présence. D'où : « le lieu où il y a des sources ».
Le gentilé est Fontenaisien.

## Histoire
Dans le cadre de la guerre de Cent Ans, en 1405, à la suite d'un débarquement anglais à la Hougue, la paroisse est mise à sac et ses maisons rasées.
Au XVIe siècle, Fontenay fut avec Chasseguey et Milly, le siège d'un prêche protestant très actif.
Au XVIIe siècle, Jacques de Saint-Germain, seigneur de Fontenay, fut l'un des protagonistes du protestantisme dans le Mortainais après avoir épousé le 4 octobre 1600 Élizabeth de Mornay, fille cadette d'un grand chef protestant.

## Politique et administration
| Période                                  | Période       | Identité           | Étiquette | Qualité              |
| ---------------------------------------- | ------------- | ------------------ | --------- | -------------------- |
| 1983                                     | mars 2014     | Louis Turmel       | SE        |                      |
| mars 2014                                | décembre 2015 | Charline Deslandes | SE        | Secrétaire de mairie |
| Les données manquantes sont à compléter. |               |                    |           |                      |

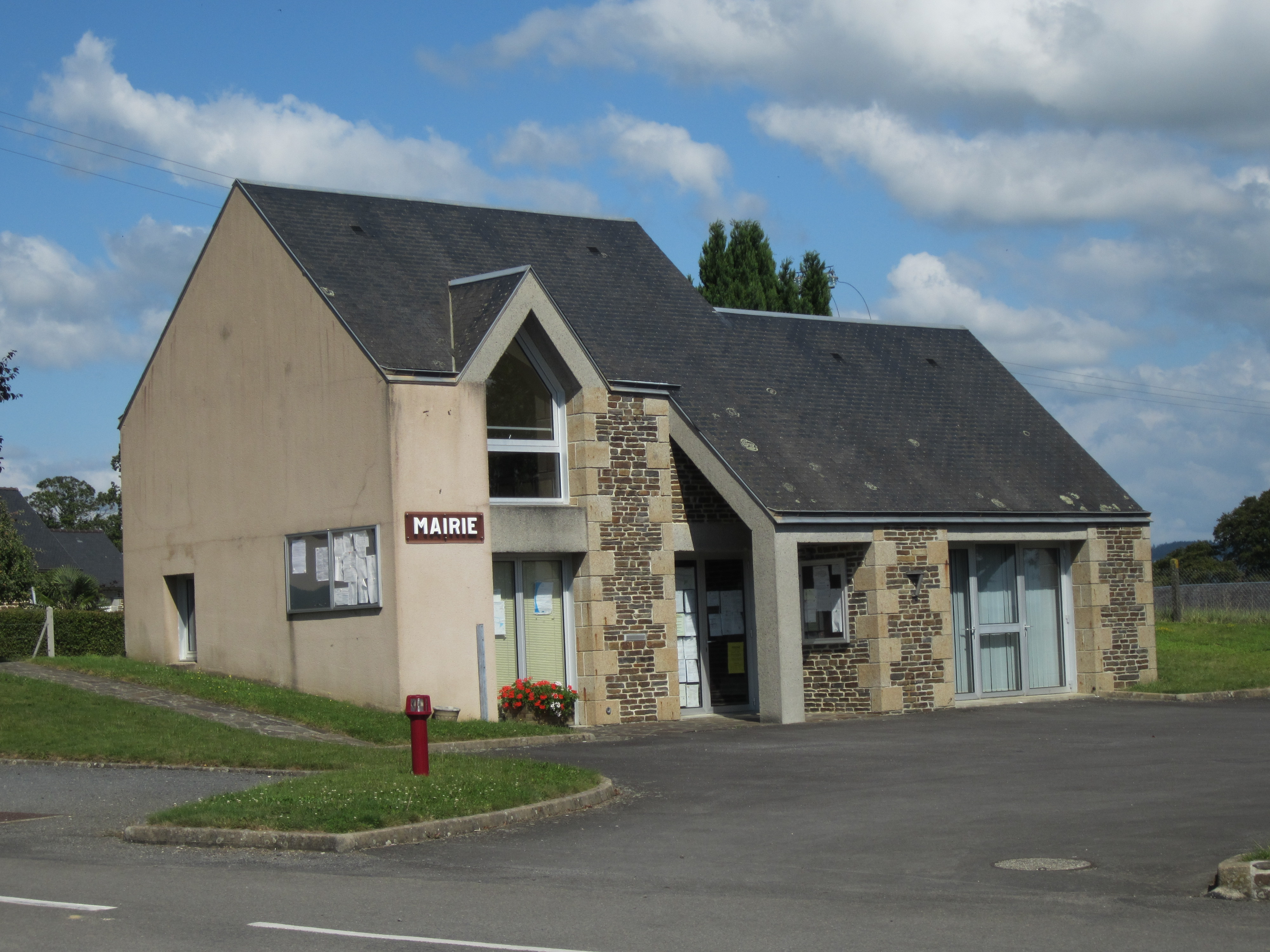
La mairie.

Le conseil municipal était composé de onze membres dont le maire et trois adjoints.

## Démographie
En 2021, la commune comptait 306 habitants. Depuis 2004, les enquêtes de recensement dans les communes de moins de 10 000 habitants ont lieu tous les cinq ans (en 2006, 2011, 2016, etc. pour Fontenay) et les chiffres de population municipale légale des autres années sont des estimations.
| 1793 | 1800 | 1806 | 1821 | 1831 | 1836 | 1841 | 1846 | 1851 |
| ---- | ---- | ---- | ---- | ---- | ---- | ---- | ---- | ---- |
| 480  | 413  | 532  | 511  | 486  | 530  | 548  | 547  | 537  |

| 1856 | 1861 | 1866 | 1872 | 1876 | 1881 | 1886 | 1891 | 1896 |
| ---- | ---- | ---- | ---- | ---- | ---- | ---- | ---- | ---- |
| 507  | 456  | 448  | 449  | 425  | 430  | 429  | 440  | 424  |

| 1901 | 1906 | 1911 | 1921 | 1926 | 1931 | 1936 | 1946 | 1954 |
| ---- | ---- | ---- | ---- | ---- | ---- | ---- | ---- | ---- |
| 410  | 389  | 412  | 358  | 346  | 359  | 368  | 357  | 383  |

| 1962 | 1968 | 1975 | 1982 | 1990 | 1999 | 2006 | 2011 | 2016 |
| ---- | ---- | ---- | ---- | ---- | ---- | ---- | ---- | ---- |
| 373  | 321  | 299  | 311  | 290  | 292  | 296  | 325  | 307  |

| 2019 | - | - | - | - | - | - | - | - |
| ---- | - | - | - | - | - | - | - | - |
| 313  | - | - | - | - | - | - | - | - |

## Lieux et monuments
- Église Saint-Pierre (XVe – XVIIe siècles) avec fenêtres du chœur XVe siècle et des traces d'armoiries sur la façade. Elle abrite des vitraux du XVe, restaurés en 1935 après les dégâts d'une tempête, classés au titre objet aux monuments historiques[13], un lutrin (XVIIIe), une Vierge à l'Enfant (XVIIe), maître-autel (XVIIIe), une statue de saint Pierre apôtre (XVIIIe). Dans le Chœur, Jean La Toulays en 1487 a laissé son empreinte de constructeur de l'église. La marque ne dit pas s'il en était l'artisan ou le seigneur financeur[7]
- Château de Fontenay (XIXe siècle).
- Chapelle Saint-Jacques et chapelle des Gougins.
- Croix de cimetière (XVIIe siècle).
- Croix de chemin ancienne en allant à Chevreville.